# Rivière Gamache (rivière du Bic)
Pour les articles homonymes, voir Rivière Gamache (île d'Anticosti) et Gamache.
La rivière Gamache est une rivière située au Québec, au Canada. Elle traverse successivement la municipalité de Saint-Valérien et le secteur Le Bic de la ville de Rimouski, dans la municipalité régionale de comté (MRC) de Rimouski-Neigette, dans la région administrative de Bas-Saint-Laurent.
La rivière Gamache est un affluent de la rive est de la rivière du Bic, laquelle s'écoule vers le nord-est jusqu'au littoral sud-est du fleuve Saint-Laurent et se déverse dans la ville de Rimouski.

## Géographie
La rivière Gamache prend sa source de ruisseaux agricoles et forestiers dans le 5e rang Est, dans Saint-Valérien, dans les monts Notre-Dame. Cette source est située à 5,9 km au sud-est du littoral sud-est de l'estuaire du Saint-Laurent, à 5,9 km au nord-est du centre du village de Saint-Valérien, à 8,6 km à l'est du centre du village de Le Bic, à 3,6 km à l'ouest de la rivière Rimouski.
La rivière Gamache coule sur 14,2 km répartis selon les segments suivants :
- 1,8 km vers le sud-ouest, jusqu'à la route du 5e Rang Est ;
- 1,5 km vers le sud-ouest, en traversant sous le pont de la route Gendreau, jusqu'à la confluence de la décharge (venant du nord-est) d'un petit lac (altitude : 234 m) ;
- 3,0 km vers le sud-ouest, en recueillant les eaux de plusieurs ruisseaux, jusqu'à la route Centrale ;
- 1,6 km vers le sud-ouest, jusqu'à la confluence de la décharge (venant du sud-ouest) du Lac de la Pelle ;
- 0,4 km vers le nord, jusqu'à la confluence du ruisseau Raphaël (venant du nord-est) ;
- 1,1 km vers le nord-ouest, en recueillant les eaux du cours d'eau Lafrenière (venant de l'ouest), jusqu'au pont du chemin du 4e rang Ouest (rue Principale) ;
- 0,2 km vers le nord-est, jusqu'à la limite du Le Bic de la ville de Rimouski ;
- 2,9 km vers l'ouest, jusqu'à la route "Montée Joseph-D'Astous" ;
- 1,7 km vers l'ouest, jusqu'à sa confluence[3].

La rivière Gamache se déverse dans un coude de rivière sur la rive Est de la rivière du Bic dans le secteur Le Bic de la ville de Rimouski. Cette confluence est située à 1,7 km en amont du pont du chemin du 3e rang du Bic et en aval de la confluence de la décharge du Lac Vaseux. Cette confluence est aussi située à 4,9 km au sud-est du littoral sud-est de l'estuaire du Saint-Laurent.

## Toponymie
Le terme « Gamache » constitue un patronyme de famille d'origine française.
Le toponyme « rivière Gamache » a été officialisé le 5 décembre 1968 à la Commission de toponymie du Québec